# Alfredo Cazabán Laguna
Alfredo Cazabán Laguna (Úbeda, 13 de abril de 1870-Jaén, 14 de enero de 1931)

## Biografía
Nació en una familia acomodada venida a menos. Tras obtener el título de maestro de primera enseñanza se trasladó a Jaén donde, después de pasar por varios trabajos, se integró la Diputación Provincial. Desde la capital realizó una labor como periodista e investigador, que alternó con la escritura y la enseñanza, ya que ejerció como profesor en el internado de la Institución Teresiana en Jaén, a petición de Josefa Segovia. También fue director del Museo Provincial de Jaén y secretario vitalicio de la Real Sociedad Económica de Amigos del País. 
Dos veces contrajo matrimonio y murió el 14 de enero de 1931.

### Labor periodística
Su nombre está ligado al de la revista Don Lope de Sosa, de la que fue fundador y director, y en la que escribió más de un millar de artículos sobre el arte, las costumbre y las tradiciones de Jaén. Don Lope de Sosa dejó de publicarse en 1930, poco antes de su fallecimiento. 

## Distinciones

### Órdenes
- Caballero de la Legión de Honor ( Francia).[2]

### Honores
- Hijo Predilecto de Úbeda (1926).[3]
- Hijo Adoptivo de Jaén (14 de junio de 1927).[4]

### Reconocimientos
Una placa recuerda la casa donde vivió, en el número dos de la calle Muñoz Garnica, la popular «calle Ancha». También existe una calle con su nombre que une las plazas del Pósito y del Deán Mazas, así como un retrato suyo en el Museo Provincial, obra de José María Tamayo, que le recuerda como el gran renovador de esta institución cultural. 
La Diputación Provincial de Jaén convoca cada año los premios de investigación «Cronista Alfredo Cazabán», para temas sobre la historia y la cultura de la provincia del lugar.